# Список земноводних Китайської Республіки
Це список земноводних, що трапляються на території Тайваню. Фауна Тайваню включає 40 видів земноводних: 7 видів саламандр та 33 види жаб. З них є 17 ендемічних видів, три інтродуковані, а саламандра Echinotriton andersoni вимерла на Тайвані, але існує в Японії.

## Хвостаті(Urodela)
Представники ряду Хвостаті відрізняються від інших сучасних земноводних видовженим тілом та наявністю у дорослих тварин хвоста. До нього відносяться саламандри та тритони. Налічує понад 580 видів, з них на Тайвані трапляється 7 видів.

### Родина Критозябрецеві (Cryptobranchidae)
| Латинська назва                                       | Автор таксона     | Статус МСОП | Місцевий статус | Зображення |
| Ряд: Хвостаті (Caudata)                               |                   |             |                 |            |
| Родина: Критозябрецеві (Cryptobranchidae)             |                   |             |                 |            |
| Andrias davidianus (китайська велетенська саламандра) | (Blanchard, 1871) | CR          | інтродукований  |            |

### Родина Кутозубі тритони (Hynobiidae)
| Латинська назва                           | Автор таксона   | Статус МСОП | Місцевий статус                         | Зображення |
| Ряд: Хвостаті (Caudata)                   |                 |             |                                         |            |
| Родина: Кутозубі тритони (Hynobiidae)     |                 |             |                                         |            |
| Hynobius arisanensis (алішанський тритон) | Maki, 1922      | VU          | ендемік, поширений лише у горах Алішань |            |
| Hynobius formosanus (тайванський тритон)  | Maki, 1922      | EN          | ендемік                                 |            |
| Hynobius fucus (тайванський малий тритон) | Lai & Lue, 2008 | NE          | ендемік                                 |            |
| Hynobius glacialis                        | Lai & Lue, 2008 | NE          | ендемік                                 |            |
| Hynobius sonani (кутозуб тайванський)     | Maki, 1922      | EN          | ендемік                                 |            |

### Родина Саламандрові (Salamandridae)
| Латинська назва                           | Автор таксона     | Статус МСОП | Місцевий статус  | Зображення |
| Ряд: Хвостаті (Caudata)                   |                   |             |                  |            |
| Родина: Саламандрові (Salamandridae)      |                   |             |                  |            |
| Echinotriton andersoni (тритон Андерсона) | (Boulenger, 1892) | VU          | вимер на Тайвані |            |

## Безхвості(Anura)
До ряду відносяться жаби та ропухи. Ряд налічує понад 6000 видів, з яких на Тайвані трапляється 33 види.

### Ропухові(Bufonidae)
| Латинська назва                               | Автор таксона   | Статус МСОП | Місцевий статус | Зображення |
| Ряд: Безхвості (Anura)                        |                 |             |                 |            |
| Родина: Ропухові (Bufonidae)                  |                 |             |                 |            |
| Bufo bankorensis (центральноформозька ропуха) | Barbour, 1908   | EN          | ендемік         |            |
| Duttaphrynus melanostictus (ропуха малайська) | Schneider, 1799 | LC          | поширений вид   |            |
| Rhinella marina (ага)                         | Linnaeus, 1758  | LC          | інтродукований  |            |

### Родина Dicroglossidae
| Латинська назва                        | Автор таксона                                    | Статус МСОП | Місцевий статус | Зображення |
| Ряд: Безхвості (Anura)                 |                                                  |             |                 |            |
| Родина: Dicroglossidae                 |                                                  |             |                 |            |
| Fejervarya cancrivora (крабоїдна жаба) | (Gravenhorst, 1829)                              | LC          | поширений       |            |
| Fejervarya kawamurai                   | Djong, Matsui, Kuramoto, Nishioka & Sumida, 2011 | DD          |                 |            |
| Fejervarya multistriata                | (Hallowell, 1861)                                | DD          |                 |            |
| Fejervarya sakishimensis               | Matsui, Toda & Ota, 2007                         | DD          |                 |            |
| Hoplobatrachus rugulosus               | (Wiegmann, 1834)                                 | LC          | поширений       |            |
| Limnonectes fujianensis                | Ye & Fei, 1994                                   | LC          | поширений       |            |

### Райкові(Hylidae)
| Латинська назва                  | Автор таксона | Статус МСОП | Місцевий статус | Зображення |
| Ряд: Безхвості (Anura)           |               |             |                 |            |
| Родина: Райкові (Hylidae)        |               |             |                 |            |
| Hyla chinensis (райка китайська) | Günther, 1859 | LC          | поширений       |            |

### Карликові райки(Microhylidae)
| Латинська назва                        | Автор таксона   | Статус МСОП | Місцевий статус | Зображення |
| Ряд: Безхвості (Anura)                 |                 |             |                 |            |
| Родина: Карликові райки (Microhylidae) |                 |             |                 |            |
| Kaloula pulchra (калоула прикрашена)   | Gray, 1831      | LC          | поширений       |            |
| Microhyla butleri                      | Boulenger, 1900 | LC          | поширений       |            |
| Microhyla fissipes                     | Boulenger, 1884 | LC          | поширений       |            |
| Microhyla heymonsi                     | Vogt, 1911      | LC          | поширений       |            |
| Micryletta steinegeri                  | Boulenger, 1900 | VU          | ендемік         |            |

### Жаб'ячі(Ranidae)
| Латинська назва                      | Автор таксона        | Статус МСОП | Місцевий статус | Зображення |
| Ряд: Безхвості (Anura)               |                      |             | |            |
| Родина: Жаб'ячі (Ranidae)            |                      |             | |            |
| Nidirana adenopleura                 | (Boulenger, 1909)    | LC          | поширений |            |
| Nidirana okinavana                   | (Boettger, 1895)     | EN          | рідкісний; відомий з двох локалітетів (в одному вже вимер), але можливо насправді місцева субпопуляція належить до Nidirana adenopleura |            |
| Hylarana latouchii                   | (Boulenger, 1899)    | LC          | рідкісний; відомий з двох локалітетів (в одному вже вимер), але можливо насправді вони належать до Nidirana adenopleura                 |            |
| Hylarana taipehensis                 | (Van Denburgh, 1909) | LC          | досить поширений |            |
| Lithobates catesbeianus (жаба-бик)   | (Shaw, 1802)         | LC          | інтродукований |            |
| Odorrana swinhoana (жаба тайванська) | (Boulenger, 1903)    | LC          | ендемік |            |
| Pelophylax fukienensis               | (Pope, 1929)         | LC          | |            |
| Rana longicrus                       | Stejneger, 1898      | VU          | ендемік |            |
| Rana sauteri                         | Boulenger, 1909      | VU          | ендемік |            |
| Sylvirana guentheri                  | (Boulenger, 1882)    | LC          | |            |

### Веслоногі(Rhacophoridae)
| Латинська назва                   | Автор таксона                                       | Статус МСОП | Місцевий статус | Зображення |
| Ряд: Безхвості (Anura)            |                                                     |             |                 |            |
| Родина: Веслоногі (Rhacophoridae) |                                                     |             |                 |            |
| Buergeria choui                   | Matsui and Tominaga, 2020                           | LC          |                 |            |
| Buergeria otai                    | Wang, Hsiao, Lee, Tseng, Lin, Komaki, and Lin, 2017 | NE          | ендемік         |            |
| Buergeria robusta                 | (Boulenger, 1909)                                   | LC          | ендемік         |            |
| Kurixalus berylliniris            | Wu, Huang, Tsai, Li, Jhang, and Wu, 2016            | DD          | ендемік         |            |
| Kurixalus eiffingeri              | (Boettger, 1895)                                    | LC          | субендемік      |            |
| Kurixalus idiootocus              | (Kuramoto & Wang, 1987)                             | LC          | ендемік         |            |
| Kurixalus wangi                   | Wu, Huang, Tsai, Li, Jhang, and Wu, 2016            | DD          | ендемік         |            |
| Polypedates braueri               | Vogt, 1911                                          | DD          | ендемік         |            |
| Polypedates megacephalus          | Hallowell, 1861                                     | LC          | інтродукований  |            |
| Zhangixalus arvalis               | (Lue, Lai, and Chen, 1995)                          | EN          | ендемік         |            |
| Zhangixalus aurantiventris        | (Lue, Lai, and Chen, 1995)                          | EN          | ендемік         |            |
| Zhangixalus moltrechti            | (Boulenger, 1908)                                   | LC          | ендемік         |            |
| Zhangixalus prasinatus            | (Mou, Risch & Lue, 1983)                            | NT          | ендемік         |            |
| Zhangixalus taipeianus            | (Liang and Wang, 1978)                              | NT          | ендемік         |            |